# AMD Am286
El processador AMD Am286 és una còpia del processador Intel 80286, creat amb el permís d'Intel.
AMD va començar el negoci de desenvolupament de processadors x86 com a segon fabricant per Intel, fent servir els seus dissenys, quan IBM exigia als seus proveïdors disposar d'un segon fabricant. El primer producte d'aquest contracte va ser el Am286, un clon del 80286. El processador va ser dissenyat per ser 100% compatible tant en encapsulat com en instruccions, i posteriorment va ser utilitzat com a Unitat de Procés Central per dispositius encastats. Aquest contracte entre Intel i AMD es va trencar el 1986 quan Intel va refusar revelar informació sobre el seu nou processador i386.
Les característiques d'aquest processador són:
- Arquitectura interna: 16 bits
- Memòria direccionable: 2 Mb
- Nombre de transistors: 134.000
- Voltatge: 5V
- Superfície del processador: 49 mm²